# Lars Jilmstad
Lars Anders Peter Jilmstad, född 25 januari 1946 i Norrsunda församling i Stockholms län, är en svensk politiker (moderat). Han är ordinarie riksdagsledamot sedan 2020 för Stockholms kommuns valkrets. Han var dessförinnan tjänstgörande ersättare i riksdagen under hösten 2019.
Jilmstad var tjänstgörande ersättare i riksdagen för Jessica Rosencrantz 26 augusti – 31 december 2019. Därefter utsågs han till ny ordinarie riksdagsledamot från och med 1 januari 2020 sedan Beatrice Ask avsagt sig uppdraget som riksdagsledamot. I riksdagen är han ledamot i konstitutionsutskottet sedan 2021.